# Atomopteryx pterophoralis
Atomopteryx pterophoralis là một loài bướm đêm trong họ Crambidae.